# Dmitry Shishkin
Dmitry Shishkin est un pianiste russe né le 12 février 1992 à Tcheliabinsk. Il est principalement connu pour avoir remporté le 5e concours international télévisé Casse-noisette,,. Il a été de plus lauréat du 6e prix lors de la XVIIe édition du Concours international de piano Frédéric-Chopin en 2015.
Il est aussi lauréat du 2ème prix du XVI concours Tchaïkovski  en 2019.